# Chafariz de São Pedro
O Chafariz de São Pedro, igualmente conhecido como Chafariz Novo ou ainda Chafariz da Botica, encontra-se situado na Rua General Humberto Delgado, em pleno centro histórico da vila da Chamusca. O chafariz, que foi inaugurado a 31 de Dezembro de 1875, é um belo exemplar da arquitectura civil novecentista.
Na sua proximidade, situa-se um prédio em estilo arte nova, linguagem arquitectónica que é bastante visível na composição arquitectónica da fachada, descomprometida e ousada, nos azulejos com motivos florais que guarnecem os cantos da fachada e nos ornatos em ferro forjado. Este edifício data de 1912 e apresenta grandes semelhanças com o do Clube Agrícola Chamusquense, constituindo um verdadeiro ícone da vila.